# Sonja Hlávková
Sonja Hlávková (5. června 1951 – 20. října 2016) byla slovenská a československá politička, po sametové revoluci poslankyně Sněmovny národů Federálního shromáždění za Verejnosť proti násiliu, později za ODÚ-VPN.

## Biografie
Ve volbách roku 1990 kandidovala za VPN do slovenské části Sněmovny národů (volební obvod Východoslovenský kraj). Mandát nabyla až dodatečně v září 1990. Na jaře 1991 v souvislosti s rozkladem VPN přestoupila do poslaneckého klubu jedné z nástupnických formací ODÚ-VPN. Ve Federálním shromáždění setrvala do voleb roku 1992.